# Lord of the Weed – Sinnlos in Mittelerde
Lord of the Weed – Sinnlos in Mittelerde ist eine zwanzigminütige, parodistische Neusynchronisierung (sogenannter Fandub) der Anfangsminuten des ersten Teils der Herr-der-Ringe-Filmtrilogie. Der Titel ist nicht nur an den englischen Originaltitel (The Lord of the Rings) des Spielfilms von Peter Jackson angelehnt, sondern bezieht sich auch auf die Star-Trek-Parodie Sinnlos im Weltraum.
Im Vordergrund der Handlung stehen der parodistisch übertriebene Konsum von Drogen und der Gebrauch von Jugendsprache.

## Entstehungsgeschichte
Hinter dem Projekt steht eine Gruppe damals 18- bis 21-Jähriger aus dem Raum Duisburg, die sich unter dem Namen „Bloodpack Entertainment“ (kurz BPK-Entertainment oder BPK) formierten. Inspiriert von Sinnlos im Weltraum begannen die Macher im März 2003 mit dem Austausch der Stimmen und Soundeffekte. Vorab kam ein Trailer in den Umlauf, der momentan nicht mehr online zu sehen ist und der sich in Details von finalen Versionen unterschied. Die Premiere fand am 6. Dezember auf der PGC-LAN The Gathering statt. Mitte Dezember 2003 wurde der 20 Minuten und 18 Sekunden lange erste Teil dann offiziell veröffentlicht.
Ursprünglich war eine Neusynchronisation der kompletten Herr-der-Ringe-Trilogie geplant, wobei insgesamt drei Teile auf Basis des ersten Films offiziell in Arbeit waren.
Im Herbst 2004 erschien der Trailer zum zweiten Teil, im August 2005 eine überarbeitete Version des ersten Teils, 8 Sekunden länger als das Original. Außerdem erschien ein Pre-Release für Part 2.
Nachdem es einige Zeit still um den zweiten Part geworden war, kamen Gerüchte verschiedenster Art in den Umlauf. So zum Beispiel, dass einige der Mitglieder von BPK im Gefängnis wären, unter Umständen sogar aufgrund ihrer Beteiligung an Lord of the Weed.
Diese Behauptungen waren allerdings haltlos. Wie sich herausstellte, waren die Rohdaten des zweiten, so wie des ersten Teils beim Sichern einer Festplatte versehentlich vernichtet worden. Hinzu kam, dass die einzelnen Mitglieder der Gruppe Ausbildungen, Studium oder auch ihren Wehrdienst angefangen hatten und deswegen keine Zeit mehr für das Arbeiten an Lord of the Weed aufbringen konnten.
Der offizielle Fortschritt an den Arbeiten zum zweiten Teil ist nicht bekannt, allerdings äußerte DasBaum, einer der Schöpfer, in einem für YouTube produzierten Interview, dass es nach der Fertigstellung des PreRelease für Part 2 keine weiteren Treffen von BPK mehr gab, damit darf ein Erscheinen inzwischen als sehr unwahrscheinlich angesehen werden.

## Handlung
Die Neusynchronisation spielt (wie das Original) auf dem fiktiven Kontinent Mittelerde. In der Vorgeschichte erfährt der Zuschauer, dass in dieser Welt Ringe existieren, welche dem Träger dauerhaft THC injizieren, und dass der Orkkönig Sauron eine „Riesenbong“ erschaffen hat, mit Hilfe derer er exorbitante Massen von Marihuana konsumiert. Aufgrund zunehmender Knappheit an Marihuana kommt es zu einem Konflikt zwischen dem Menschenkönig und Sauron, woraufhin dieser den Menschen den Krieg erklärt. Im Kampf verliert Sauron jedoch seinen Ring, der ihn unbesiegbar machte. Dieser gelangt über Isildur und Ollum schließlich an Don Bilbo.
Viele Jahre später besucht der drogensüchtige Gandalf das Auenland und erfährt von dem homosexuellen Hobbit Frodo, dass Don Bilbo inzwischen ein gefragter Dealer geworden ist. Als Gandalf von dem Ring erfährt, versucht er vergeblich, ihn in seinen Besitz zu bringen.
Beide gehen abends auf Wacken, eine Party, auf der sich einmal im Jahr alle Metaller aus Mittelerde treffen. Bei ihrer Heimkehr versucht Gandalf erneut, durch eine List Bilbo den Ring abzuluchsen. Er erzählt ihm, dass es bei Elrond McBong, einem Dealer im Elbental, fünf von den Ringen gebe. Erst nachdem er Bilbo physisch bedroht, kommt er an den Ring. Bilbo macht sich daraufhin auf den Weg ins Elbental.
Als Frodo in der Hütte von Bilbo eintrifft, findet er den unter starkem Cannabiseinfluss stehenden Gandalf auf. Dieser hat die Selbstkontrolle verloren und überreicht Frodo den Ring, bevor er in einer durch das Cannabis ausgelösten Paranoia aus der Hütte stürzt. Wenig später kehrt er zurück und fordert von Frodo weitere Drogen. Damit endet Teil 1.
Aus der Preview des nie erschienenen zweiten Teils wird ersichtlich, dass Gandalf nun von seinem Homie Jamal erfahren hat, dass auf dem Ring „das Geheimnis für den ultimativen Flash“ steht, also wirft er ihn ins Feuer, um die geheime Inschrift lesen zu können. Nachdem der Ring das Geheimnis offenbart hat, verlassen Frodo und Gandalf die Hütte und brechen mit Sam zu einem nicht näher erwähnten Ort auf. Später verlässt Gandalf die beiden, um seinen Vater Saruman zu besuchen, der ihn aber nicht sonderlich herzlich willkommen heißt. Die beiden streiten, diskutieren über Frisuren und Gandalf erklärt, dass er nur gekommen sei, um Saruman seinen „neuesten Move“ zu zeigen, er sei seit neuestem nämlich „Breaker-Gandalf“.

## Figuren

### Die Erzähler
In Lord of the Weed treten zwei Erzähler auf, zum einen der nicht näher bezeichnete „Erzähler“, zum anderen der „Türke“. Der „Erzähler“ ist stark an den ursprünglichen Film angelehnt, auch dort wird die Vorgeschichte aus dem Off rekapituliert, spricht allerdings in einer sehr hohen und aufgesetzten Tonlage. Der „Türke“ ist eine Art Spiegelbild des „Erzählers“. Er spricht in normaler Tonlage, dafür aber starkes „Türkendeutsch“. Um selbst erzählen zu können, schlägt er seinen Kollegen, fordert ihn aber wenig später auf, weiterzumachen, um selbst vor der Polizei fliehen zu können.

### Don Bilbo
Bilbo ist der wichtigste Dealer im Auenland. Zu seinem Sortiment gehören außer Drogen auch Pornos, Sexspielzeug und Süßigkeiten. Bilbo verkauft aber nicht nur Waren, er gibt den Kindern auch Tipps für ihre eigenen Dealerkarrieren.
Seine hohe Position birgt aber auch Gefahren: Don Bilbo fürchtet sich permanent vor Anschlägen.

### Frodo
Der homosexuelle Frodo Beutlin fühlt sich seit längerer Zeit schon zu Gandalf hingezogen. Laut eigener Aussage träumt er von nackten Männern mit Zauberstab.

## Produktion
Lord of the Weed entstand bei dem BPK-Mitglied DasBaum im Keller, ohne professionelles Aufnahmeequipment. Als Software kamen Goldwave und Premiere Pro zum Einsatz. Codiert wurde das Video mit DivX.

### Musik
In Lord of the Weed werden zahlreiche Songs eingespielt, um die Handlung des Originalfilms zu parodieren. Sie spielen eine zentrale Rolle, indem sie vorrangig die oftmals zweideutigen Gesten und die überzogene Mimik unterstreichen. Sie sind allerdings auch einer der Gründe für die unklare Urheberrechtslage. Der einzige Teil des Soundtracks, der von den Machern selbst eingespielt wurde, ist die Intromusik, welche eine Parodie auf die Musik im originalen Film ist.
| Spielzeit      | Interpret               | Titel                                |
| -------------- | ----------------------- | ------------------------------------ |
| 01:35          | Nightwish               | 10th Man Down                        |
| 01:47          | Jimi Jamison's Survivor | I’m Always Here (Baywatch)           |
| 02:05          | The Immortals           | Mortal Kombat Theme                  |
| 02:08          | Carl Orff               | Carmina Burana                       |
| 05:44          | Rob Zombie              | Dragula (Hot Rod Herman Remix)       |
| 06:29          | DJ Skinhead             | Extreme Terror (The Pain Mix)        |
| 06:52          | DJ Gizmo                | Dopeman (Org. Mix)                   |
| 08:34          | Daddy DJ                | Daddy DJ                             |
| 08:46          | Omar Santana            | Necronomicon (Neophyte Remix)        |
| 09:52          | Katrina and the Waves   | Walking on Sunshine                  |
| 11:28          | SITD                    | Snuff Machinery (Club Version)       |
| 12:23          | Dimmu Borgir            | Blessings Upon The Throne of Tyranny |
| 12:45          | Amon Amarth             | Death In Fire                        |
| 14:44          | John Carpenter          | Halloween Theme                      |
| 15:17          | Hans Zimmer             | The Battle (aus Gladiator)           |
| 15:41          | Peter Tosh              | Johnny B. Goode                      |
| 17:59          | Bernard Herrmann        | Psycho Theme (aus Psycho)            |
| 18:28          | Wham!                   | Wake Me Up Before You Go-Go          |
| Pre-release    | The Police              | Walking on the moon                  |
| Trailer Part 2 | SITD                    | Rose-coloured skies                  |
| Trailer Part 2 | System of a Down        | Aerials                              |
| Trailer Part 2 | Rednex                  | Cotton eye Joe                       |
| Trailer Part 2 | Refused                 | New noise                            |
| Trailer Part 2 | Tony Holiday            | Tanze Samba mit mir                  |

### Sounds
Eine Vielzahl der Geräusche, wie etwa die Tiere bei der Karren-Szene, wurden von BPK selbst imitiert und aufgenommen. Einige Geräusche sind, genau wie die Musik, jedoch nicht lizenziert und wurden aus unterschiedlichen Filmen und Videospielen entnommen.
- Das Geräusch, als der Ring von Saurons Hand zu Boden fällt, stammt von einer Patronenhülse aus Counter-Strike.
- Die Pumpgun-Geräusche des Türken stammen ebenfalls aus Counter-Strike.
- Viele Geräusche stammen aus Unreal Tournament 2003: Die „Sprache“ des Ringgeistes, der Sterbesound von Isildurs Vater, das Anziehen des Rings und das „Feuerwerk“, das Gandalf auf die Kinder abfeuert.
- Die durch Pfeilhagel sterbenden Orks wurden mit automatischem Feuer der M41A Pulse Rifle aus Aliens – Die Rückkehr vertont.
- Die Sirenen der Polizei sind aus GTA übernommen.

## Nachwirken
Lord of the Weed genießt heute in der deutschen Szene Kultstatus.
Nach dem Erscheinen von Lord of the Weed wurden der erste Teil und der Trailer des zweiten Teils viele tausend Male heruntergeladen und verbreitete sich viral durch Filesharing-Plattformen und Mund-zu-Mund-Propaganda auf Schulhöfen und in den Internetforen. Lord of the Weed ist neben Sinnlos im Weltraum eine der bekanntesten Fan-Synchronisationen im deutschsprachigen Web.
Aufgrund der ungewissen Urheberrechtslage, sowohl in Bild als auch Ton, wurde Lord of the Weed immer wieder von diversen Seiten, wie YouTube gelöscht. Gleichzeitig unternehmen Fans bis heute Anstrengungen die Videos für die Öffentlichkeit zu erhalten, so haben über die Jahre hinweg immer wieder Fans eigene Webseiten aufgesetzt, um dort Lord of the Weed zum Download anzubieten.
Durch die Beliebtheit von Sinnlos im Weltraum und Lord of the Weed entstanden viele weitere Gruppen, die Fan-Synchronisationen zu ihrem Hobby machten. So erschienen in den Jahren nach der Veröffentlichung von Lord of the Weed einige inoffizielle Fortsetzungen, sodass insgesamt über zwei Stunden der ursprünglichen Herr der Ringe Filmtrilogie neusynchronisiert wurden. Da diese von Lord-of-the-Weed-Fans und nicht von den ursprünglichen Machern rund um BPK-Entertainment produziert worden waren, unterscheiden sich diese im Hinblick auf Humor und Sprecher allerdings deutlich vom Original. Aber auch andere Fan-Synchronisationen wurden durch Lord of the Weed inspiriert.
Am 25. März 2021 veröffentlichte der Reddit-Benutzer sgroeche eine vielbeachtete Remastered Version mit hochauflösendem Bild und überarbeitetem Ton.